# Безумие улиц
«Безумие улиц» (англ. Forever, Lulu) — комедия Амоса Коллека.

## Сюжет
Молодая писательница Элейн решает покончить с собой, однако, раздобыв пистолет, она с его помощью совершает ограбление, получив в качестве добычи шубу, в кармане которой находит фотографию Лулу и её адрес. Идя по следу Лулу, она оказывается втянутой в торговлю наркотиками и убийство.

## В ролях
| Актёр          | Роль              |
| -------------- | ----------------- |
| Ханна Шигулла  | Элейн             |
| Алек Болдуин   | Бак               |
| Дебора Харри   | Лулу              |
| Пол Глисон     | Роберт            |
| Рут Уэстхаймер | в роли самой себя |
| Энни Голден    | Диана             |
| Амос Коллек    | Ларри             |